# 帕度華青年足球會
帕度華青年足球會（OFK Petrovac）是黑山的一家足球俱樂部，位於彼得羅瓦茨。球隊目前參加黑山足球甲級聯賽的賽事。

## 外部連結
- Official website